# Francesc Xavier d'Oms i de Santa Pau
Francesc Xavier d'Oms i de Santa Pau (castellà: Francisco Javier de Oms y de Santa Pau)  (Múrcia, 7 de gener de 1767 - Madrid, 1 de febrer de 1842) V marquès de Castelldosrius, va ser un militar i polític espanyol.

## Biografia
Va néixer a Múrcia en el si d'una família il·lustre originària de Catalunya: el seu besavi Manuel d'Oms i de Santa Pau havia estat capità general de Mallorca i virrei del Perú, el seu avi Fèlix de Sentmenat-Oms, mariscal de camp dels reials exèrcits, el seu pare Manuel de Sentmenat-Oms, capità general de Balears, i el germà d'aquest, Antoni de Sentmenat i Castellà, cardenal i patriarca de les Índies. La seva mare María Dolores de Vera y Saurín era dama de l'Orde de les Dames Nobles de la Reina Maria Lluïsa i filla dels IX marquesos d'Espinardo.

### Primers anys
El 1777 va ingressar com a cadet en el regiment de cavalleria de la reina, ascendint a alferes en 1779, càrrec amb el qual va ser ajudant de camp del general Crillon en el setge de Gibraltar de 1779, en el marc de la guerra d'independència dels Estats Units; en 1781 va aconseguir el grau de capità i dos anys després el de tinent coronel.
En 1793 va formar part de l'exèrcit que sota les ordres del general Ricardos va penetrar a França en la guerra del Rosselló, distingint-se especialment en les batalles de Masdeú i Trullars.
En 1794, acabada la guerra, va ser agregat a l'Estat Major a Barcelona, i en 1800 al regiment de cavalleria a l'Algarve, on com a ajudant de camp de Manuel Godoy va intervenir en la guerra de les Taronges contra Portugal. En 1802 va ser ascendit a brigadier.

### Guerra del Francès
En 1807 va servir en l'exèrcit hispanofrancès que en virtut del tractat de Fontainebleau va ocupar Portugal dirigit pel general Jean-Andoche Junot, guarnint les ciutats de Porto i Santarem, però trencades les hostilitats entre Espanya i França en la guerra del francès, va ser fet presoner juntament amb tot el seu regiment.
Alliberat tres mesos després, va ser destinat a Catalunya. En 1809 el capità general Teodoro Reding el va nomenar general de cavalleria. Va caure presoner en la batalla de Valls i va ser conduït a França fins al final de la guerra; després del seu retorn a Espanya en 1814 va ser ascendit a mariscal de camp amb caserna a Madrid. A l'any següent va ser destinat als Pirineus Orientals sota el comandament del general Castaños.

### Capità general d'Andalusia

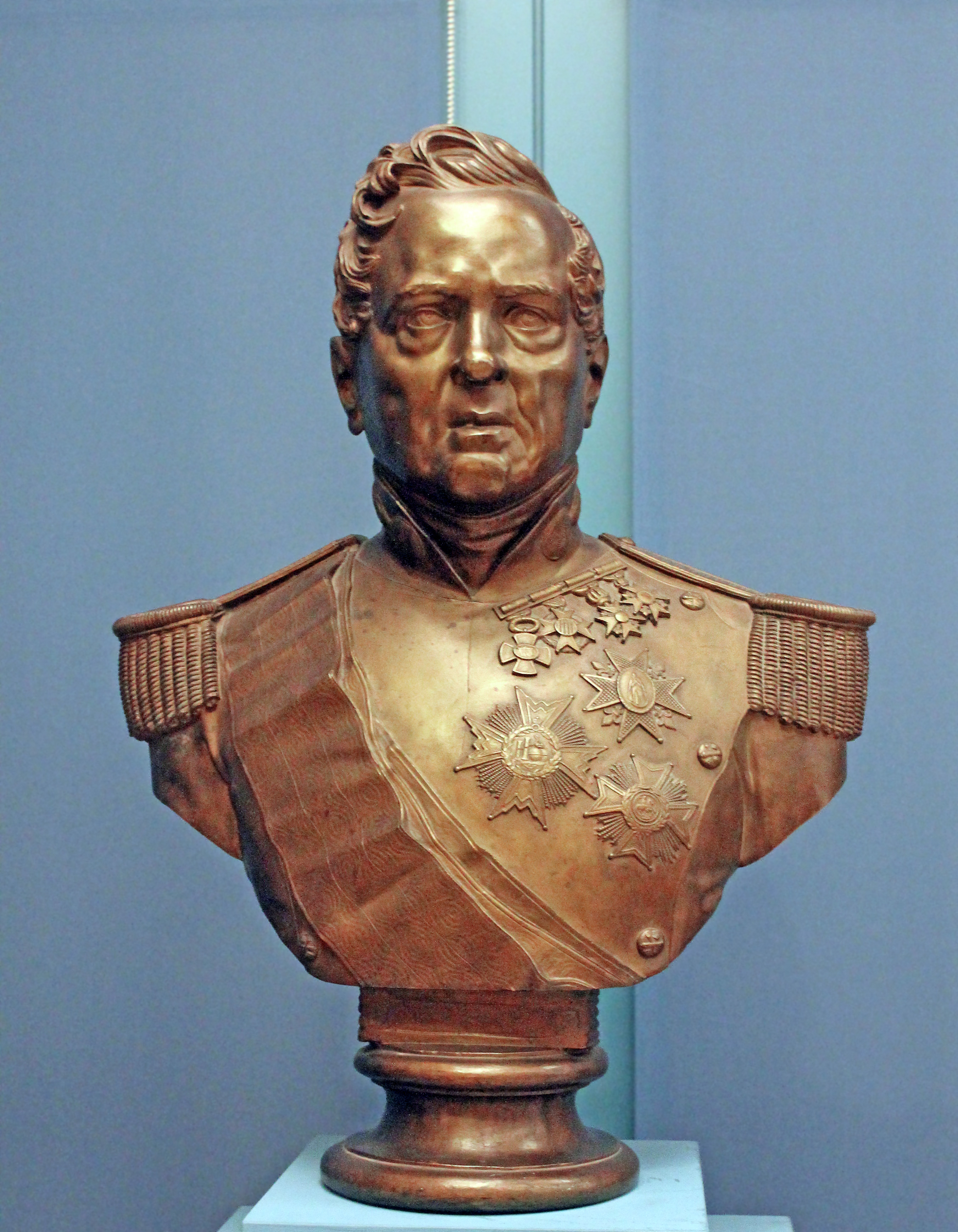
Bust en bronze del V marquès de Castelldosrius per Francisco Pérez (RABASF)

Entre 1816-19 va ser governador militar de Cadis, amb comandament sobre l'exèrcit d'Andalusia, i president de la Reial Audiència de Sevilla. La seva gestió al capdavant del govern gadità, apreciada pels habitants, només es va veure entelada per les disputes mantingudes amb l'ajuntament local referent a qui tenia la preeminència en l'organització de les representacions teatrals. Les seves desavinences amb el consistori van motivar el seu relleu.
Va ser cridat a Madrid i ascendit a tinent general, se li va conferir el comandament del segon regiment de la Guàrdia Reial i va ser nomenat membre del Consell Suprem de Guerra.

### Invasió francesa d'Espanya
L'agost de 1822, contra la seva voluntat, va ser nomenat comandant general del 7è districte militar, càrrec equivalent durant el trienni liberal a la capitania general de Catalunya. Al novembre del mateix any ho seria del 1r districte militar a Extremadura, amb govern sobre Madrid. En 1823, amb la invasió francesa, va ser segon general en cap de l'exèrcit a Madrid, per sota de Enrique José O'Donnell; destituït aquest per sospites de lleialtat, Oms va ocupar el seu lloc, però en inferioritat numèrica enfront dels francesos, va haver de retirar-se.
En 1824 va ser fet pres pel nou règim absolutista. Exclòs de l'amnistia general de maig de 1824, després d'un procés de sis anys, va ser condemnat a vuit anys de presó, traslladat al castell de Santo Antón de la Corunya. En 1833 es va acollir a l'amnistia i va tornar de caserna a Badajoz.
El 1837 va ser elegit senador per Barcelona. El 1839 va exercir interinament la capitania general de Galícia durant les absències que el titular Manuel Latre va haver de fer amb motiu de la primera guerra carlista. Aquest mateix any va entrar a exercir la direcció general d'artilleria fins a 1840, any en què va ser reelegit senador.
Retirat de la vida pública des de l'estiu de 1841 per motius de salut, va morir a Madrid als 75 anys.